# Новониколаевка (Кривошеинский район)
Новониколаевка — деревня в Кривошеинском районе Томской области, Россия. Входит в состав Володинского сельского поселения.

## История
Основана в 1897 г. В 1926 году посёлок Ново-Николаевский состоял из 118 хозяйств, основное население — белоруссы. Центр Ново-Николаевского сельсовета Кривошеинского района Томского округа Сибирского края.

## Население
| 1926 | 2002 | 2010 | 2012 | 2013 | 2014 | 2015 |
| ---- | ---- | ---- | ---- | ---- | ---- | ---- |
| 653  | ↘145 | ↘103 | ↘101 | ↗103 | ↘97  | ↗98  |
| 2021 |      |      |      |      |      |      |
| ↘64  |      |      |      |      |      |      |